# Pélias
Pélias (em grego: Πελίας, transl. Pelías), na mitologia grega, foi um rei de Iolco, filho de Posidão e Tiro, filha de Salmoneu e Alcidice. Ele sucedeu a Creteu, marido de Tiro, como rei de Iolco, sendo sucedido por seu filho Acasto. Ele foi morto pelas próprias filhas, enganadas por Medeia.

## Nascimento
Tiro era esposa de Creteu, rei de Iolco, e foi seduzida por Posidão, tendo dois filhos gêmeos com o deus: Pélias e Neleu. Tiro abandonou-os no monte, mas eles sobreviveram, e mataram sua madrasta, Sidero, no altar de Hera.

## Reinado
Pélias e Neleu se desentenderam, e Neleu foi exilado, fundando a cidade de Pilos, na Messênia.
Pélias se casou com Anaxíbia, filha de Bias ou Filômaca, filha de Anfião, e teve um filho, Acasto e várias filhas, Pisídice, Pelópia, Hipotoe e Alcestes.
Ele prometeu a mão da sua filha Alcestes a quem conseguisse trazer um carro guiado por um leão e um javali, mas seu sobrinho Admeto, filho do seu meio-irmão Feres, com a ajuda de Apolo, conseguiu o feito.
Foi por medo de Jasão, filho de seu meio-irmão Esão, que Pélias o enviou à Cólquida para buscar o velo de ouro. Seu filho Acasto, porém, também foi um dos argonautas.
Durante a expedição dos argonautas, Pélias quis matar Esão, mas este pediu para se suicidar, o que fez bebendo o sangue do touro sacrificado; em seguida a mãe de Jasão se suicidou por enforcamento, deixando um filho menor Promachus, que foi assassinado por Pélias.
Quando Jasão retornou e entregou o velo de ouro a Pélias, ele quis se vingar, mas não tinha forças, se exilou e pediu a Medeia para bolar um plano. Ela, então, convence as filhas de Pélias de que se elas cortassem o pai e o cozinhassem, ele seria jovem de novo - e ele morreu assim. Acasto, porém, enterrou seu pai e expulsou Jasão e Medeia de Iolco.